# 日本バイオアッセイ研究センター

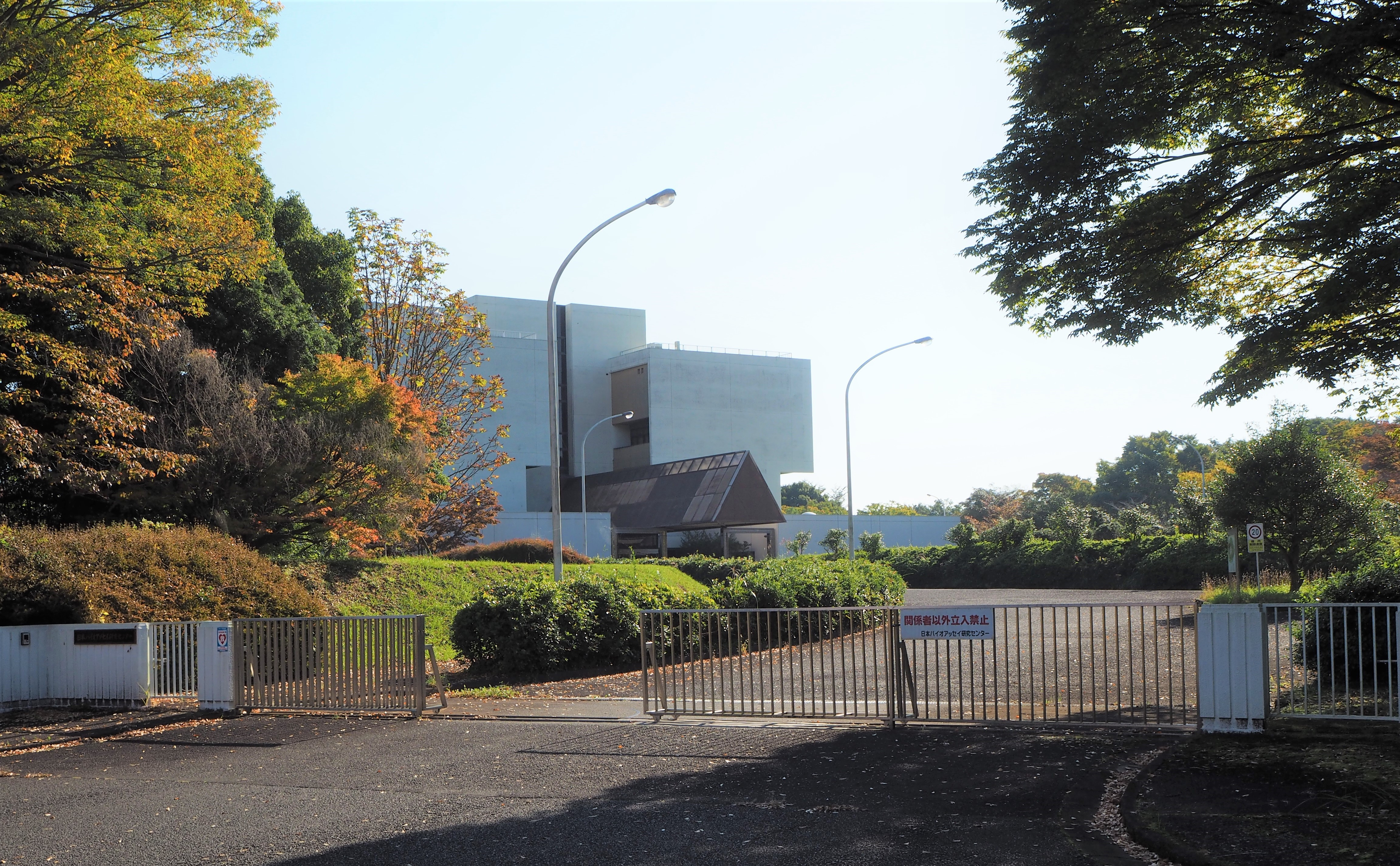
日本バイオアッセイ研究センター

日本バイオアッセイ研究センター（にほんバイオアッセイけいきゅうセンター、Japan Bioassay Research Center）は、神奈川県秦野市にあった、独立行政法人労働者健康安全機構傘下の研究所。2024年3月末閉所。

## 概要
既存化学物質の有害性評価を実施するために、国によって1982年（昭和57年）に設立された。
職場環境における化学物質の吸入曝露形態を模した吸入試験を行う毒性試験施設や、長期吸入がん原性試験を行うナノ粒子曝露装置などの設備を持つ。また、微生物を用いる変異原性試験、哺乳類の培養細胞を用いる染色体異常試験、およびげっ歯類を用いる小核試験など、様々な試験を行っている。
大規模な吸入施設を有し、がん原性試験等の長期吸入試験ができる日本国内唯一の施設である。様々な化学物質の吸入曝露における生体影響を調べ、国の政策等に貢献している。

## 沿革
- 1977年7月 - 労働安全衛生法改正（化学物質有害性調査制度発足）。実験動物試験施設の整備について国会決議。
- 1982年4月 - 日本バイオアッセイ研究センター設立。
  - 11月 - 厚生労働省委託の「化学物質の有害性調査（がん原性試験）」開始。
- 1984年10月 - 環境省からの試験受託を開始。
- 1985年5月 - 民間企業からの試験受託を開始。
- 1989年1月 - 化審法GLP適合（以後3年毎に更新）。
  - 6月 - 農取法GLP適合（以後3年毎に更新）。
  - 10月 - 安衛法GLP適合（以後3年毎に更新）。
- 2009年4月 - 厚生労働省委託の「ナノマテリアルの有害性調査」開始。
- 2016年4月 - 中央労働災害防止協会を離れ、独立行政法人労働者健康安全機構に統合。
- 2024年3月31日 - 閉所[1]。

## 所在地
- 神奈川県秦野市平沢2445